# Paraclius electus
Paraclius electus är en tvåvingeart som först beskrevs av Walker 1856.  Paraclius electus ingår i släktet Paraclius och familjen styltflugor. Inga underarter finns listade i Catalogue of Life.